# Finlay Pollock
Finlay Pollock (* 27. Juni 2004 in Edinburgh) ist ein schottischer Fußballspieler, der bei Heart of Midlothian unter Vertrag steht.

## Karriere

### Verein
Finlay Pollock begann seine Karriere in seiner Heimatstadt bei Heart of Midlothian. Am 24. April 2021 debütierte Pollock für die erste Mannschaft in der zweiten Liga gegen Inverness Caledonian Thistle als er beim 3:0-Sieg für Gary Mackay-Steven eingewechselt wurde. Eine Woche später folgte sein zweiter Einsatz, als er beim 4:0-Auswärtssieg über die Raith Rovers für Aaron McEneff in das Spiel kam. Die „Hearts“ feierten am Ende der Saison 2020/21 die Zweitligameisterschaft und konnten den direkten Wiederaufstieg erreichen. Im Sommer 2021 erhielt Pollock seinen ersten Vertrag als Profi. Dem offensiven Mittelfeldspieler gelang im Juli 2021 sein erstes Tor auf Profiebene, als er im Ligapokal gegen Stirling Albion zum 2:0-Endstand traf. 
Im Februar 2022 wurde der 17-jährige Pollock bis zum Ende der Saison 2021/22 an den schottischen Drittligisten FC East Fife verliehen. Für den Verein der am Saisonende als Tabellenletzter abstieg, absolvierte er sieben Ligaspiele. Nach seiner Rückkehr nach Edinburgh unterschrieb er bei den „Hearts“ einen neuen langfristigen Vertrag bis 2025. Im November 2022 gab er sein Debüt im Europapokal gegen Başakşehir in der Conference League.

### Nationalmannschaft
Finlay Pollock debütierte im September 2022 in der schottischen U19-Nationalmannschaft gegen Kroatien.